# Шпак, Любовь Александровна
Любовь Александровна Шпак (укр. Любов Олександрівна Шпак; род. 19 июля 1980, Киев) — украинский политик. Народный депутат Украины IX созыва.

## Биография
Родилась 19 сентября 1980 года в городе Киеве Украинской ССР. Образование высшее. Окончила Черкасский государственный технологический университет.
До избрания депутатом Верховной Рады Любовь Шпак работала доцентом в Восточно-Европейском университете экономики и управления, возглавляла финансовый департамент университета, затем стала ректором университета.
Шпак была соучредителем благотворительного фонда "21 век", действующего в Черкасской области.

## Политическая деятельность
Кандидат в народные депутаты от партии «Слуга народа» (избирательный округ № 194, город Черкассы). По итогам выборов она добилась успеха, набрав 41,27% голосов по сравнению с 11,19% голосов ближайшего кандидата, Виктора Евпака из "Голоса".
Член Комитета Верховной Рады по вопросам бюджета.
Член партии «Слуга народа».